# Кисељак (Зворник)
Кисељак (Витинички Кисељак) је насељено мјесто и мјесна заједница у граду Зворник, Република Српска, БиХ.

## Географија
Насеље лежи на обронцима планине Мајевице на надморској висини од 240 метара. Окружено је шумовитим брежуљцима са сјеверне, западне и јужне стране, док се на источној страни „отвара“ према равничарском терену који се протеже све до ријеке Дрине.
Удаљен је 15 километара од Лознице, 24 од Зворника и 45 од Бијељине. Са магистралним путем Зворник—Бијељина спојен је кривудавим асфалтним путем дужине 6 километара.
У горњем дијелу насеља, на ушћу малих ријека Шкриље и Косарлије, чија се изворишта налазе на огранку планине Мајевице, настаје Јасеничка ријека која се улива са лијеве стране у ријеку Дрину, у близини Бање Ковиљаче и сјеверног подножја планине Гучево. На географским и геодетским картама као и у великом броју докумената ове ријеке су означене као: поток Шкриље, поток Косарлије и Јасенички поток.
На западној страни насеља се налази међуентитетска линија према Федерацији Босне и Херцеговине (насеље Ковачевићи у општини Сапна), док се са источне стране граничи са мјесном заједницом Јасеница.
Витинички Кисељак се налази у најужем граничном појасу Републике Српске према Републици Србији. Ширина овог појаса је око 6,5 километара.

## Назив
Кисељак је добио назив по 9 природних извора киселе (минералне) воде. Вјерује се да је ова вода добра за лијечење болести бубрега, очију и срца.

## Култура
У насељу се налази храм Српске православне цркве посвећен Светом великомученику Георгију. У народу је познат као Ђурђица. Цркву је 1. августа 2004. освештао епископ зворничко-тузлански. Василије Качавенда.

## Образовање
У насељу се налази Основна школа „Вук Стефановић Караџић“, подручно одјељење Кисељак.

## Друштво
Раније је постојао дом за назбринуту дјецу, који је средином 2011. претворен у Дом за стара лица „Кисељак“. Насеље има и Амбуланту Кисељак, која је испостава Здравственог центра из Зворника.

## Туризам
Кисељак је у прошлости био бањско љечилиште. Насеље је током љетње сезоне посјећивало око 6.000 до 7.000 гостију, углавном из Мачве и Семберије. Становништво се током сезона бавило издавањем смјештаја за посјетиоце.

## Привреда
Деведесетих година 20. вијека је започета изградња фабрике за флаширање природне минералне воде, али је због недостатка сдестава зграда остала недовршена.

## Становништво
Према процјенама из 2011, насеље се састоји од 120 домаћинстава са између 450 до 500 становника.
| Националност       | 1991. | 1981. | 1971. | 1961. |
| Срби               | 532   | 589   | 533   | 505   |
| Југословени        | 10    | 1     |       | 4     |
| Муслимани          | 16    | 6     |       |       |
| Роми               |       | 3     |       |       |
| Албанци            |       | 1     |       |       |
| Хрвати             |       |       | 1     |       |
| остали и непознато | 22    |       | 1     |       |
| Укупно             | 580   | 600   | 535   | 509   |

| Демографија | Демографија | Демографија |
| Година      | Становника  | Становника  |
| ----------- | ----------- | ----------- |
| 1948.       | 349         |             |
| 1953.       | 677         |             |
| 1961.       | 509         |             |
| 1971.       | 535         |             |
| 1981.       | 600         |             |
| 1991.       | 580         |             |

### Презимена
Око 80% становништва слави Ђурђевдан, а један дио породица слави и Јовањдан, Никољдан, Аврамијевдан, Аранђеловдан, Лазаревдан, Васиљевдан и Мратиндан .
- Савић, Срби[1]
- Петровић, Срби[1]
- Милићевић, Срби[1]
- Симић, Срби[1]
- Спасојевић, Срби[1]
- Николић, Срби[1]